# 한재림
한재림(韓在林, 1975년 7월 14일 ~ )은 대한민국의 영화 감독, 영화 각본가이다.
2005년, 직접 각본 작업에 참여한 영화진흥위원회 시나리오 공모전 우수작 《연애의 목적》으로 연출 데뷔하였다.

## 학력
- 제주북초등학교
- 오현중학교
- 제주대학교 사범대학 부설고등학교
- 서울예술대학 영화과

## 작품

### 영화
- 2005년 《연애의 목적》 - 각본・연출
- 2007년 《우아한 세계》 - 각본・연출
- 2013년 《관상》 - 각색・연출
- 2017년 《더 킹》 - 각본・연출
- 2021년 《비상선언》 - 각본・연출

### 드라마
| 연도   | 제목       | 제작 | 연출 | 각본 | 비고             |
| ------ | ---------- | ---- | ---- | ---- | ---------------- |
| 2024년 | The 8 Show | 예   | 예   | 예   | 첫 드라마 연출작 |
| 미정   | 현혹       | 예   | 예   | 예   |                  |

## 수상
- 2003년 영화진흥위원회 시나리오공모전 우수작 《연애의 목적》
- 2005년 제26회 청룡영화상 각본상 《연애의 목적》
- 2005년 제25회 한국영화평론가협회상 10대영화상 《연애의 목적》
- 2005년 제6회 부산영화평론가협회상 최우수작품상, 신인감독상 《연애의 목적》
- 2005년 제18회 동경국제영화제 경쟁부문 《연애의 목적》
- 2006년 제43회 대종상 신인감독상 《연애의 목적》
- 2007년 제55회 산세바스찬국제영화제 자발테기초청 《우아한 세계》
- 2007년 제11회 몬트리올 판타지아국제영화제 각본상 《우아한 세계》
- 2007년 제27회 한국영화평론가협회상 최우수작품상 《우아한 세계》
- 2007년 제28회 청룡영화상 최우수작품상 《우아한 세계》
- 2008년 제6회 피렌체 한국영화제 작품상《우아한 세계》
- 2013년 제50회 대종상 감독상, 최우수작품상 《관상》
- 2017년 제54회 대종상 시나리오상 《더 킹》
- 2017년 제17회 디렉터스 컷 시상식 올해의 특별언급 《더 킹》

## 같이 보기
- 한국 영화